# Hoed en de Rand

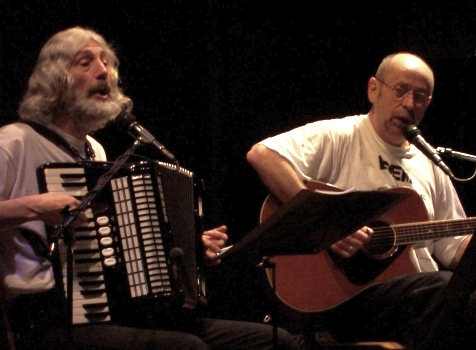
Hoed en de Rand

Hoed en de Rand is een duo dat Nederlandstalige poëzie, luister- en drinkliedjes zingt. De melodieën bij de gedichten maakt het duo zelf. Voor de eigen liedjes zijn de inspiratiebronnen onder andere de zee en de liefde. Het duo begeleidt zich met gitaar en accordeon.
Het duo bestaat uit Peter van der Steen (zang, gitaar) en Jelle van der Meulen (zang, accordeon).

## Geschiedenis
Hun samenwerking begon op het VeenLanden College in Mijdrecht, waar ze beiden lesgaven. Aanvankelijk (1984-1986) maakten ze deel uit van een cabaretgezelschap van leerlingen en docenten. Op een gegeven moment ontdekten ze dat ze samen mooie liedjes konden maken. Tot begin 1998 traden ze op onder de naam Peter & Jelle. Tijdens de voorbereiding van hun eerste cd noemde het duo zich Hoed en de Rand.

## Discografie
- Over een andere boeg - 1998

Veel eigen liedjes, bijvoorbeeld over de zee ('Noordzeestrand', 'Waddenzee') en de liefde, plus een gedicht van J. Slauerhoff: 'Zeekoorts'.
- Muziek van de zee - 2002

Naast nieuwe liedjes over de zee ('Schipperslatijn', 'Zeeliedje'), de liefde en liedjes over pubers, een gedicht van Hans Andreus: 'Voor een dag van morgen'.
- Zwervers - 2011

Bevat 25 op muziek gezette gedichten van onder anderen Ingmar Heytze ('Afstuderen'), Cornelis van der Wal ('Een mooie regel'), Hendrik Marsman ('Paradise regained'), J. Slauerhoff ('Aankomst') en Willem Kloos ('Van de Zee').

## Programma's voor vrijwilligers
Het duo maakte van 1998 tot 2007 programma's voor vrijwilligers (voornamelijk in zorgcentra). Dichter bij vrijwilligers was een muzikaal en licht-cabaretesk programma waarin het duo de draak stak met de vooroordelen ten aanzien van vrijwilligerswerk. Het programma is meer dan honderd keer gespeeld, voornamelijk op de jaarlijkse vrijwilligersavond in verzorgings- en verpleegtehuizen, maar ook voor vrijwilligers in bibliotheken, tijdens jubilea en bij manifestaties. Als variant op het programma Dichter bij vrijwilligers ontstond Dichterbij de mantelzorg, speciaal bedoeld als steuntje in de rug voor de mantelzorgers.
Het vervolgprogramma voor vrijwilligers, Pluim op je hoed, was minder cabaretesk en er zaten meer liedjes en vooral meer gedichten in. 
- Dichter bij vrijwilligers
- Dichterbij de mantelzorg
- Pluim op je hoed

## Poëzieprogramma's

### Boekenweek
Later specialiseerde het duo zich in poëzieprogramma's. Daarin zingt het naast enkele eigen liedjes voornamelijk op muziek gezette Nederlandstalige gedichten. In Zwervers maakt het duo een tocht door de Nederlandse poëzie. Al meer dan tien jaar maken ze een speciaal poëzieprogramma naar aanleiding van het thema van de Boekenweek.
- 2002 Liefde, geluk en andere problemen
- 2003 Altijd wel willen leven
- 2004 Heel Frankrijk was zijn Hof van Eden
- 2005 Wat gisteren was, wat morgen zal zijn
- 2006 Mahler, zoete koek en wijn
- 2007 Maar als ik drink dan gaat het wel
- 2008 Op leeftijd!
- 2009 De dichter is een merkwaardig beest
- 2010 Jong, onstuimig en vrij
- 2011 Dichterlevens
- 2012 Waarde vriend
- 2013 Goed, dat was vroeger
- 2014 Koffer met dromen
- 2015 Waanzin slijt niet
- 2018 Natuur nog in dit land

### Overige poëzieprogramma's
Naast het algemene poëzieprogramma Zwervers en de Boekenweekprogramma's maakte Hoed en de Rand voor diverse andere gelegenheden speciale poëzieprogramma's. Voor enkele bibliotheken in Den Haag maakte het duo Den Haag poëtische stad, met gedichten over Den Haag en gedichten van dichters die in Den Haag gewoond hebben. Ook voor Gedichtendag maakte Hoed en de Rand diverse poëzieprogramma’s. Zo maakte het duo voor Gedichtendag 2008, met als thema 'De dingen' het programma 'Jij hebt de dingen niet nodig'. Begin 2014 maakte het duo een poëzieprogramma met het thema van de Poëzieweek: 'Verwondering' en in februari 2015 trad het driemaal op met het Poëzieweekprogramma 'Liefde, geluk en andere problemen 2'. Dat laatste programma was een uitgebreide en vernieuwde versie van het Boekenweekprogramma van 2002. Het programma voor de Poëzieweek 2016 heette 'Hoed en de Rand herinnert zich'. In dat programma zingt het duo gedichten die over herinneren gaan, maar haalt het ook herinneringen op aan vijfentwintig jaar liedjes en gedichten zingen. Het programma voor de Poëzieweek 2017, met als thema humor, had als titel 'Hoed en de Rand schaatst scheef', dat van 2018 ging over theater.
Het poëzieprogramma Zee van verlangen bevat alleen maar gedichten en enkele eigen liedjes die over het water, en speciaal de zee, gaan.